# Mihaela Adriana Rusu
Mihaela Adriana Rusu (n. 14 iunie 1965, Satu Mare) este un politician român, membră PSD, fost deputat al Parlamentului României în legislatura 2004-2008. Mihaela Adriana Rusu a fost membră în grupurile parlamentare de prietenie cu UNESCO, Republica Populară Chineză și Republica Lituania.